# Bruno Gudelj
Bruno Gudelj, född 8 maj 1966 i Zagreb, är en kroatisk tidigare handbollsspelare (mittnia). Han var med och tog OS-guld 1996 i Atlanta.

## Klubbar
- Badel 1862 Zagreb (–1994)
- TSG Bielefeld (1994–1996)
- TUSEM Essen (1996–1998)
- Elgorriaga Bidasoa (1998–1999)
- Bregenz HB (1999–2003)